# Podstrobówek
Podstrobówek – przysiółek wsi Strobów położony w województwie łódzkim, w powiecie skierniewickim, w gminie Skierniewice.
W latach 1975–1998 miejscowość administracyjnie należała do województwa skierniewickiego.